# Marientodrelief (Engen)

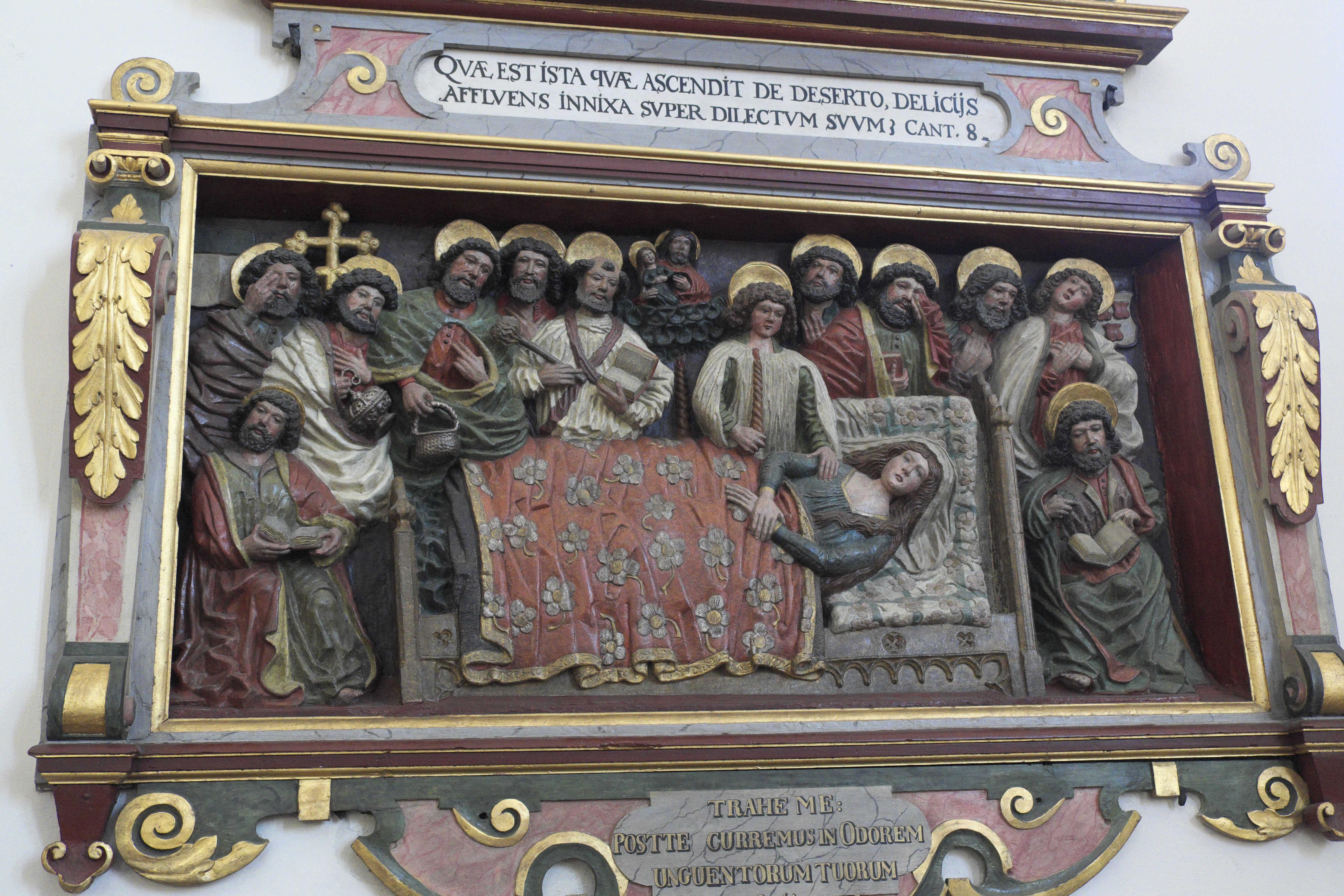
Sandsteinrelief mit der Darstellung des Marientods

Das Sandsteinrelief mit der Darstellung des Marientods befindet sich in der katholischen Pfarrkirche Mariä Himmelfahrt in Engen, einer Stadt im Landkreis Konstanz in Baden-Württemberg.

## Beschreibung
Das farbig gefasste Relief mit dem Marientod ist in die Wand des nördlichen Kirchenschiffs eingelassen. Das Werk eines unbekannten Bildhauers entstand an der Wende von der Spätgotik zur Renaissance. Parallel zum Vordergrund steht das Bett Mariens, um das sich die zwölf Apostel in Trauer versammelt haben. Im Hintergrund erscheint auf einer stilisierten Wolke Christus, der die Seele Mariens als kleine Figur in den Himmel holt.
Das Relief wurde von Heinrich V. von Lupfen, dem Stadtherrn von Engen, und seiner Gemahlin Helene von Rappoltstein gestiftet. Das Wappen der Stifter befindet sich in der rechten oberen Ecke.